# Chiem Balduk
Chiem Balduk (Didam, 1996) is een Nederlands correspondent en journalist, werkzaam als correspondent Duitsland en Midden-Europa voor de Nederlandse omroep NOS en de Vlaamse VRT.

## Levensloop
Balduk ging naar het Liemers College en deed daar Atheneum. Hij vervolgde zijn studiecarrière aan de Universiteit Utrecht, waar hij Taal- en Cultuurstudies deed. Al tijdens zijn studie werkte hij in de journalistiek, onder meer als freelancer bij NRC Media.  
Vervolgens ging Balduk in 2016 aan de slag bij de NOS, eerst als stagiair bij het NOS radioprogramma Met het Oog op Morgen, daarna als onder meer redacteur bij de online-redactie van de NOS en de buitenlandredactie. 
Sinds 1 mei 2024 is Balduk correspondent Duitsland en Midden-Europa voor de NOS. Hij is onder meer te horen op de publieke radiozenders, te zien in het NOS Journaal en te lezen op NOS.nl. Ook in de tv- en radio-uitzendingen van de VRT geeft hij duiding en achtergronden bij het nieuws uit Duitsland en Midden-Europa. 
Balduk woont en werkt vanuit de Duitse hoofdstad Berlijn.